# 우주전함 야마토 2205: 새로운 여행
《우주전함 야마토 2205: 새로운 여행》(일본어: 宇宙戦艦ヤマト2205 新たなる旅立ち 우추센칸야마토니니제로고아타나루타비타치[*])는 2021년 10월 8일에 공개된 일본의 SF 애니메이션이다.